# 캔턴 (오하이오주)
캔튼(Canton)은 미국 오하이오주 북동부의 스타크 (오하이오주)에 위치한 도시이다. 애크런에서 약 38Km 남쪽이며, 클리블랜드에서는 약 96Km 남쪽에 위치하고 있다.

1805년에 니미실렌 크리크(Nimishillen Creek)의 서쪽 지류와 중앙 지류 가에 설립되어 많은 철도 노선 덕분에 제조업의 중심이 되었다. 중공업이 쇠퇴한 이후에는 소매, 교육, 금융 등의 서비스업으로 다양화됐다.

## 역사

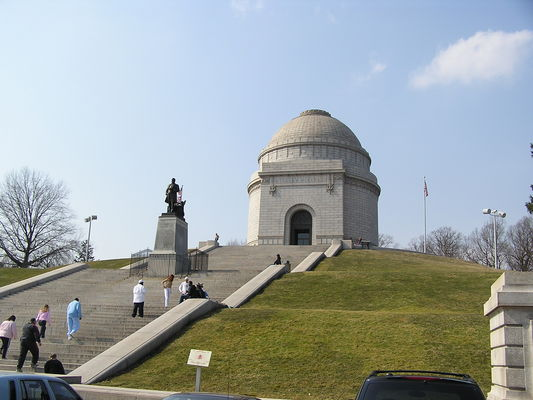
윌리엄 매킨리 대통령 묘소

캔튼은 1805년에 설립되었다. 토목공사 감독관 베잘릴 웰스(Bezaleel Wells)가 중국의 광둥성과 무역을 하던 존 오도널(John O'Donnell)을 기념하여 광둥성의 미국식 발음을 도시의 이름을 붙였다.

윌리엄 매킨리 대통령과 깊은 인연을 맺기도 했는데, 같은 주 나일스에서 태어난 매킨리는 1867년부터 캔튼에서 법률 실무를 시작해 1869년부터 1871년까지는 스타크의 검사직을 맡았다. 오하이오 주지사에 출마했을 때에는 선거운동의 본거지가 되었고, 1896년, 1900년 대선에서도 이곳을 중심으로 활동했다. 1907년에 봉헌된 매킨리 도서관 및 박물관과 기념비가 현재까지도 남아있다.

## 지리
니미실렌 크리크의 동쪽 지류, 중앙, 서쪽 지류가 도시를 흐르고 있고, 북쪽에는 플레인 타운쉽(Plain Township)과 노스 캔튼(North Canton)이 있고, 메이어스 레이크(Meyers Lake)와 페리 타운십(Perry Township)이 서쪽, 캔튼 타운쉽(Canton Township)이 남쪽 니미실렌 타운쉽(Nimishillen Township), 오스나버그 타운쉽(Osnaburg Township)이 동쪽에 있다. 이스트 캔튼(East Canton)은 2006년 12월 승인된 합병으로 캔튼의 동쪽에 편입되었다.

국세조사국에 따르면 넓이는 53.3 km2이고, 그중 0.05%는 강과 호수이다.

## 기후
미국 중서부의 전형적인 습윤한 대륙성 기후에 속해 여름에는 덥고 습하며, 겨울은 상당히 추운 편이라 최고 기온 1°C, 평균 -8°C로 여름과 겨울의 기온차가 상당한 편이다. 북쪽보다는 강설량이 적은 편이지만 5대호 중의 하나인 이리호의 영향을 다소 받아 애크런-캔튼 공항에는 120cm 의 강설이 내리기도 한다. 봄이 짧은 편이라 추운 겨울에서 덥고 찌는 여름으로 바로 넘어간다. 여름의 기후는 안정된 편이지만 습기가 많고 뇌우도 잦은 편이다. 가을은 가장 건조한 계절이며 따뜻한 낮과 추운 밤의 일교차가 큰 편이다. 과거 최고 기온은 1918년 8월 6일의 40°C, 최저 기온은 1994년 1월 19일의 -32°C였다.

| 오하이오주 캔턴 (애크런 캔턴 공항)의 기후                                                 | 오하이오주 캔턴 (애크런 캔턴 공항)의 기후 | 오하이오주 캔턴 (애크런 캔턴 공항)의 기후 | 오하이오주 캔턴 (애크런 캔턴 공항)의 기후 | 오하이오주 캔턴 (애크런 캔턴 공항)의 기후 | 오하이오주 캔턴 (애크런 캔턴 공항)의 기후 | 오하이오주 캔턴 (애크런 캔턴 공항)의 기후 | 오하이오주 캔턴 (애크런 캔턴 공항)의 기후 | 오하이오주 캔턴 (애크런 캔턴 공항)의 기후 | 오하이오주 캔턴 (애크런 캔턴 공항)의 기후 | 오하이오주 캔턴 (애크런 캔턴 공항)의 기후 | 오하이오주 캔턴 (애크런 캔턴 공항)의 기후 | 오하이오주 캔턴 (애크런 캔턴 공항)의 기후 | 오하이오주 캔턴 (애크런 캔턴 공항)의 기후 |
| 월                                                                                        | 1월                                       | 2월                                       | 3월                                       | 4월                                       | 5월                                       | 6월                                       | 7월                                       | 8월                                       | 9월                                       | 10월                                      | 11월                                      | 12월                                      | 연간                                      |
| ----------------------------------------------------------------------------------------- | ----------------------------------------- | ----------------------------------------- | ----------------------------------------- | ----------------------------------------- | ----------------------------------------- | ----------------------------------------- | ----------------------------------------- | ----------------------------------------- | ----------------------------------------- | ----------------------------------------- | ----------------------------------------- | ----------------------------------------- | ----------------------------------------- |
| 역대 최고 기온 °C (°F)                                                                    | 23 (73)                                   | 24 (76)                                   | 28 (83)                                   | 32 (89)                                   | 34 (94)                                   | 38 (100)                                  | 39 (102)                                  | 40 (104)                                  | 37 (99)                                   | 33 (91)                                   | 27 (80)                                   | 24 (76)                                   | 40 (104)                                  |
| 일평균 최고 기온 °C (°F)                                                                  | 1.9 (35.5)                                | 3.7 (38.6)                                | 9.1 (48.4)                                | 16.6 (61.8)                               | 22.4 (72.3)                               | 26.9 (80.4)                               | 29.1 (84.3)                               | 28.2 (82.7)                               | 24.4 (75.9)                               | 17.4 (63.4)                               | 10.4 (50.7)                               | 4.4 (39.9)                                | 16.2 (61.2)                               |
| 일일 평균 기온 °C (°F)                                                                    | −2.3 (27.9)                               | −1.0 (30.2)                               | 3.8 (38.9)                                | 10.4 (50.8)                               | 16.3 (61.3)                               | 21.1 (69.9)                               | 23.3 (73.9)                               | 22.4 (72.3)                               | 18.6 (65.4)                               | 12.1 (53.7)                               | 5.8 (42.5)                                | 0.6 (33.0)                                | 10.9 (51.7)                               |
| 일평균 최저 기온 °C (°F)                                                                  | −6.5 (20.3)                               | −5.6 (21.9)                               | −1.4 (29.4)                               | 4.3 (39.8)                                | 10.2 (50.4)                               | 15.2 (59.4)                               | 17.4 (63.4)                               | 16.6 (61.9)                               | 12.7 (54.9)                               | 6.7 (44.0)                                | 1.2 (34.2)                                | −3.3 (26.1)                               | 5.6 (42.1)                                |
| 역대 최저 기온 °C (°F)                                                                    | −32 (−25)                                 | −29 (−20)                                 | −21 (−6)                                  | −12 (10)                                  | −4 (24)                                   | 0 (32)                                    | 5 (41)                                    | 4 (39)                                    | −2 (29)                                   | −7 (20)                                   | −18 (−1)                                  | −27 (−16)                                 | −32 (−25)                                 |
| 평균 강수량 mm (인치)                                                                     | 74 (2.92)                                 | 62 (2.44)                                 | 82 (3.23)                                 | 98 (3.86)                                 | 105 (4.13)                                | 113 (4.43)                                | 105 (4.14)                                | 92 (3.61)                                 | 89 (3.50)                                 | 85 (3.34)                                 | 78 (3.08)                                 | 73 (2.89)                                 | 1,056 (41.57)                             |
| 평균 강설량 cm (인치)                                                                     | 34 (13.4)                                 | 30 (12.0)                                 | 19 (7.6)                                  | 4.3 (1.7)                                 | 0.0 (0.0)                                 | 0.0 (0.0)                                 | 0.0 (0.0)                                 | 0.0 (0.0)                                 | 0.0 (0.0)                                 | 0.76 (0.3)                                | 8.4 (3.3)                                 | 23 (8.9)                                  | 120 (47.2)                                |
| 평균 강수일수 (≥ 0.01 인치)                                                               | 17.8                                      | 14.5                                      | 14.2                                      | 14.6                                      | 14.1                                      | 12.4                                      | 11.8                                      | 10.1                                      | 9.9                                       | 12.0                                      | 12.5                                      | 16.0                                      | 159.9                                     |
| 평균 강설일수 (≥ 0.1 인치)                                                                | 13.3                                      | 10.0                                      | 6.7                                       | 2.0                                       | 0.0                                       | 0.0                                       | 0.0                                       | 0.0                                       | 0.0                                       | 0.4                                       | 3.4                                       | 9.5                                       | 45.3                                      |
| 평균 상대 습도 (%)                                                                        | 73.4                                      | 71.6                                      | 67.8                                      | 63.6                                      | 65.9                                      | 68.4                                      | 70.2                                      | 73.2                                      | 73.9                                      | 70.3                                      | 72.2                                      | 74.8                                      | 70.4                                      |
| 출처: 미국 해양대기청 (평년값: 1991년~2020년, 극값: 1887년~현재, 상대습도: 1961년~1990년) |                                           |                                           |                                           |                                           |                                           |                                           |                                           |                                           |                                           |                                           |                                           |                                           |                                           |

## 인구
| 인구조사    | 인구    | Note  | %±     |
| ----------- | ------- | ----- | ------ |
| 1830년      | 1,257   |       | —      |
| 1850년      | 2,603   |       | —      |
| 1860년      | 4,041   |       | 55.2%  |
| 1870년      | 8,660   |       | 114.3% |
| 1880년      | 12,258  |       | 41.5%  |
| 1890년      | 26,189  |       | 113.6% |
| 1900년      | 30,667  |       | 17.1%  |
| 1910년      | 50,217  |       | 63.7%  |
| 1920년      | 87,091  |       | 73.4%  |
| 1930년      | 104,906 |       | 20.5%  |
| 1940년      | 108,401 |       | 3.3%   |
| 1950년      | 116,912 |       | 7.9%   |
| 1960년      | 113,631 |       | −2.8%  |
| 1970년      | 110,053 |       | −3.1%  |
| 1980년      | 94,730  |       | −13.9% |
| 1990년      | 84,161  |       | −11.2% |
| 2000년      | 80,806  |       | −4.0%  |
| 2010년      | 73,007  |       | −9.7%  |
| 2019 (추산) | 70,447  | [ 3 ] | −3.5%  |
| 출처:       |         |       |        |

## 경제
지역 경제 기반은 주로 제조업이며, 농업도 상당한 비중을 차지하고 있다. 베어링 생산업체인 팀켄사(Timken Company), 벽돌과 석재를 생산하는 벨덴 브릭사(Belden Brick), 현금자동입출금기와 전자 투표기, 금고를 제조하는 디볼드(Diebold)사 등이 주요 기업이다. 그 외에 몇 개의 지역 식품 가공업도 있고, 닭고기 생산과 낙농업이 중요한 산업으로 자리잡고 있다.

미국의 다른 공업지대처럼 이곳도 제조업이 오랜 기간에 걸쳐 하락세를 겪고 있어 2000년에 가장 많은 고용을 하고 있던 LTV 철강(LTV Steel)이 파산하고, 2004년 팀켄사는 캔튼에 있던 베어링 생산을 남부의 공장으로 이전했다. 50년 이상 노스 캔튼의 상징적 존재였던 진공청소기 제조업체 후버(Hoover)사는 월풀 그룹(Whirlpool Corporation)의 텍트로닉스 인더스트리즈(Techtronics Industries)에 팔리면서 캔튼의 공장을 폐쇄했다. 이와 같은 제조업의 축소로 인해 지역 경제는 소매업이나 서비스업으로의 전환을 꾀하고 있다.

## 스포츠
미국 내셔널 풋볼 리그(NFL)의 명예의 전당이 캔튼에 위치해 있다.